# WWF SmackDown! 2: Know Your Role
WWF SmackDown! 2: Know Your Role (Exciting Pro Wrestling 2 en Japón) es un videojuego de lucha libre profesional lanzado en PlayStation por THQ y desarrollado por Yuke's Future Media Creators. Es parte de la serie WWF SmackDown! (luego llamada WWE SmackDown vs. Raw, Más tarde WWE y en la actualidad WWE 2K), basada en la empresa de lucha libre World Wrestling Federation (WWF). Es la secuela de WWF SmackDown!, y fue sucedido por WWF SmackDown! Just Bring It para  PlayStation 2. Este fue el último de los seis juegos de la WWF que se hizo para PlayStation.

## Modo de juego
En este juego se modificó el modo de juego.
Junto con la eliminación del modo de pretemporada de la original, Know Your Role dio más y más partidos. Estos cambios tuvieron una reacción mixta, algunos proclamaron la variedad más grande de tramas en el juego. Aunque hubo algunas fallas en el modo de temporada, como saltarse las peleas se libra entre dos metros de combate. Otra cuestión era el tiempo de carga demasiado largo, incluso para las escenas más insignificantes, como un luchador caminando por un pasillo. Luchadores, movimientos de lucha y arenas se desbloqueaban mientras el jugador progresaba a través de la temporada. Sin embargo, la temporada en el modo multijugador se puede jugar con hasta cuatro jugadores como superestrellas en una temporada. Esta versión también había comentarios limitados y voice overs limitados para personajes específicos y los puntos en el modo historia. 

## WWF Smackdown! vs. WWF Smackdown! 2 Know Your Role
El modo "Create-A-Superstar" mejoró en gran medida de su predecesor. Tomando ideas de WWF Attitude, ahora se podía poner más detalle en las superestrellas tales como los rasgos faciales y vestimenta. La cabeza original, superior e inferior del cuerpo de modo de la original todavía podía ser utilizado en este juego. Un nuevo Create-A-Taunt función también se añadió en la que se puede crear una nueva burla para las superestrellas. 
El arsenal de movimientos disponibles aumentó en el juego (como el Spinebuster de The Rock), se amplió para acompañar no sólo a las superestrellas en el juego, sino también a las que no están en el juego. Movesets de las superestrellas de otras promociones de lucha libre tales como WCW o promociones de Japón podían ser utilizados para las superestrellas creadas. En términos de juego, los luchadores tienen movimientos más sorprendentes con la inclusión de los movimientos realizados por la combinación de la tecla X con un botón de flecha horizontal y un botón de la flecha vertical. Los movimientos en las peleas por parejas también fueron una nueva inclusión, y podría ser arrancadas mediante la colocación de un oponente en la esquina de su pareja y haciendo un movimiento tensor. Sin embargo, esto hizo que los movimientos de doble equipo fueran imposibles en un Tornado Tag Team. 
El estilo de entrada de los luchadores del juego anterior sigue existiendo en Know Your Role. Aunque se han añadido más películas de entrada, que todavía aparecían delante de un vídeo de una superestrella y no la fase de entrada como en otros juegos de lucha libre lanzado por la misma época, como WWF No Mercy. 
Tales críticas para el juego incluían a luchadores levantándose inmediatamente después de recibir un movimiento, o saltar de una escalera, o también que algunos luchadores puedan hacerle maniobras a otros que en la vida real sean imposibles (Por ejemplo: Lita podía levantar a Rikishi). El juego también incluye una gran cantidad de problemas técnicos, como caminar en el aire.

## Roster
| Superstars - Albert - Al Snow - Billy Gunn1 - Big Boss Man - Big Show2 - Bradshaw - Bubba Ray Dudley - Bull Buchanan - Cactus Jack1 - Chris Benoit - Chris Jericho - Christian - Crash Holly - Dean Malenko - D'Lo Brown - D-Von Dudley - Eddie Guerrero - Edge - Essa Rios - Faarooq - Funaki - Gangrel - Grandmaster Sexay - Gerald Brisco1 - Hardcore Holly - Jeff Hardy - Joey Abs1 - Kane | - Ken Shamrock2 - Kurt Angle - Mankind - Mark Henry - Matt Hardy - Michael Cole1 - Mick Foley1 - Mr. McMahon - Paul Bearer - Pat Patterson1 - Pete Gas1 - Perry Saturn - Rikishi - Road Dogg - Rodney1 - The Rock - Scotty 2 Hotty - Shane McMahon - Shawn Michaels1 - Steve Blackman - Steven Richards - "Stone Cold" Steve Austin1 - Taka Michinoku - Tazz - Test - The Goodfather - The Undertaker - Triple H | - Val Venis - Viscera - X-Pac Divas - Chyna - Debra1 - Ivory - Jacqueline - Lita - Stephanie McMahon - The Kat - Tori - Trish Stratus |

1 Tiene que ser desbloqueado en el modo Temporada..
2 Removidos del juego por razones desconocidas, pero pueden ser acedidos por códigos de Gameshark.
| Videojuegos de la World Wrestling Entertainment |                      |                                       |
| Predecesor: WWF SmackDown!                      | Periodo: 2000 - 2001 | Sucesor: WWF SmackDown! Just Bring It |

- Datos: Q964374